# لو تايلور بوتشي
لو تايلور بوتشي (بالإنجليزية: Pucci)‏ (ولد في 27 يوليو 1985) ممثل أمريكي ظهر لأول مرة في فيلم ريبيكا ميلر السرعة الشخصية: ثلاث صور في عام 2002, بوتشي كان له دور رئيسب في الانتقادات اللاذعة ثومبسوكر (2005)، والذي فاز بجائزة خاصة من لجنة التحكيم في مهرجان صندانس السينمائي. وحصل على جائزة الدب الفضي كأفضل ممثل عن دوره البارز في فيلم «ثومبسوكر», كما شارك النجومية في العديد من الأفلام بما في ذلك تشومكروبر (2005)، ظهوره في فيلم أمة الأطعمة السريعة (2006)، في الآونة الأخيرة، كما شارك بطولة الطبعة الجديدة، من فيلم الشر الميت في عام 2013 وكذلك قصة لوقا (2013), الربيع (2014).

## روابط خارجية
- الموقع الرسمي
- لو تايلور بوتشي على موقع IMDb (الإنجليزية)
- لو تايلور بوتشي على موقع ألو سيني (الفرنسية)
- لو تايلور بوتشي على موقع ميوزك برينز (الإنجليزية)
- لو تايلور بوتشي على موقع تيرنر كلاسيك موفيز (الإنجليزية)
- لو تايلور بوتشي على موقع أول موفي (الإنجليزية)
- لو تايلور بوتشي على موقع قاعدة بيانات برودواي على الإنترنت (الإنجليزية)
- لو تايلور بوتشي على موقع قاعدة بيانات الأفلام السويدية (السويدية)
- لو تايلور بوتشي على موقع قاعدة بيانات الفيلم (الإنجليزية)
- لو تايلور بوتشي على موقع كينوبويسك (الروسية)